# Espectre
|  | Per a altres significats, vegeu «espectre (desambiguació)». |

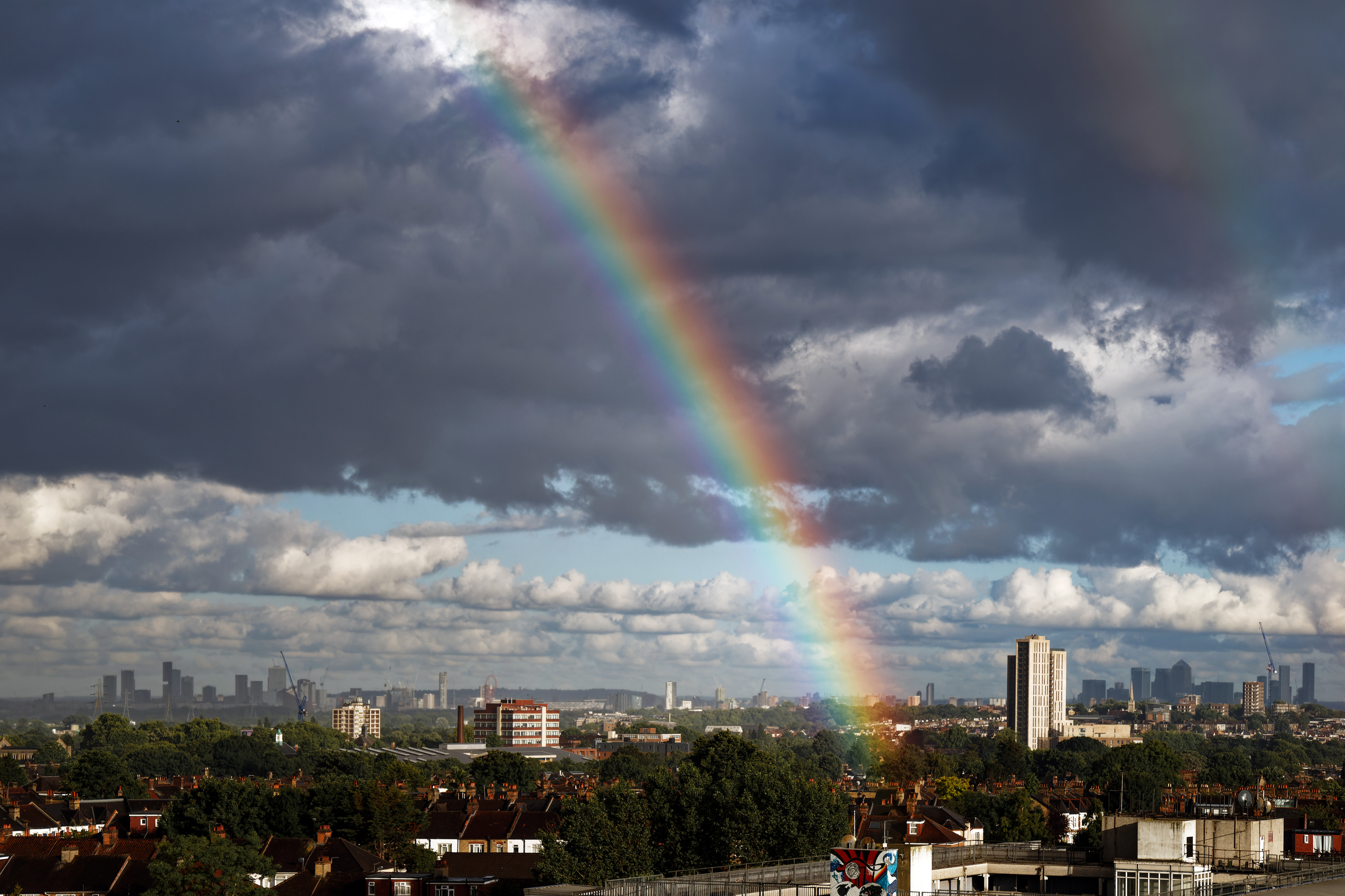
L'arc de Sant Martí és un espectre continu de la llum visible produït per la refracció de la llum del sol en gotetes d'aigua en suspensió en l'aire.

Un espectre és la distribució formada pel conjunt de valors, ordenats segons la seva longitud d'ona, freqüència, energia o altres magnituds, que poden observar-se en un feix, una radiació o un sistema. Els espectres poden produir-se en fenòmens naturals, com ara l'arc de Sant Martí, o obtenir-se mitjançant aparells anomenats espectròmetres, que separen els feixos de llum o de partícules en funció de la seva longitud d'ona, de la seva relació càrrega-massa o altres magnituds.

## Història

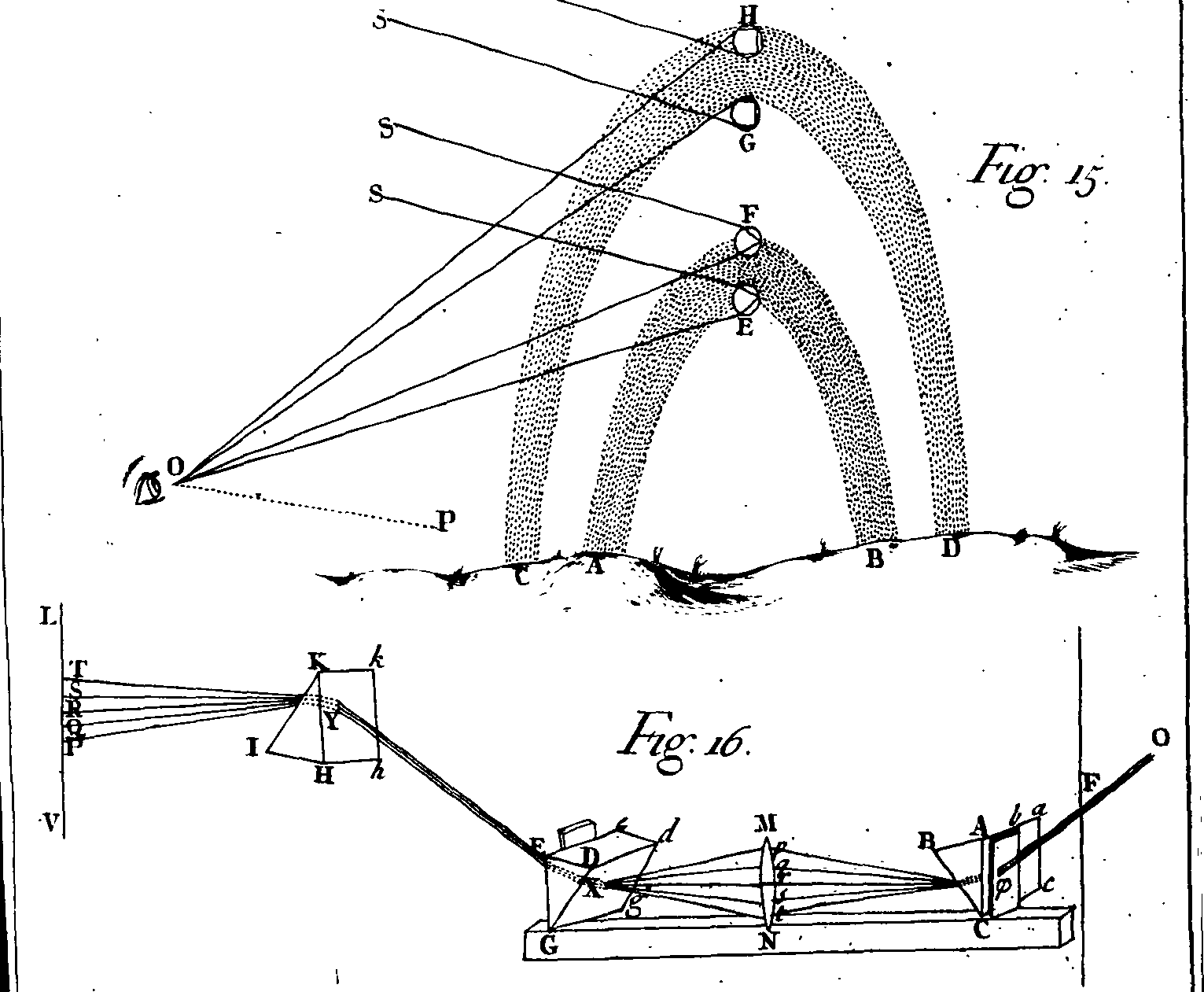
Dibuix del llibre de Newton Optikcs on es descriu la descomposició i recomposició de la llum blanca per un prisma i l'arc de sant Martí.

El físic anglès Isaac Newton (1642-1727) va fer servir el concepte d'espectre per primera vegada en el llibre Opticks ‘Òptica’ (1704) per descriure els set colors de l'arc de Sant Martí o l'espectre de colors de la llum visible que apareixen després de passar per un prisma òptic. A mesura que avançava la comprensió científica de la llum, es va aplicar a tota la radiació electromagnètica. D'aquesta manera, el concepte que inicialment feia un mapa d'una gamma de magnituds, en aquest cas longituds d'ona, va evolucionar i ara significa una gamma de qualitats, que són no només els colors de l'arc de Sant Martí, però també altres propietats de la llum fora de l'espectre de la llum visible. Johann W. von Goethe (1749-1832) feia servir la paraula espectre (Spektrum) per designar la imatge residual òptica fantasmal en la seva Zur Farbenlehre ‘Teoria dels colors (1810) i Arthur Schopenhauer (1788-1860) en l'obra Ueber das Sehn und die Farben ‘Sobre la visió i els colors.
Des de llavors, el mot s'ha aplicat per analogia a fenòmens fora de l'òptica. Així, es parla de l'«espectre de l'opinió política», o de l'«espectre d'activitat» d'un medicament, o de l'«espectre de l'autisme». En aquests casos, els valors no són associats amb nombres o definicions quantificables amb precisió. Agrupen una àmplia gamma de condicions o comportaments que s'estudien junts. Fora de les ciències naturals, el concepte metafòric sovint perd precisió.

## Etimologia

Un diagrama d'un monocromador de reixa de Czerny-Turner. La llum (A) s'enfoca a una escletxa d'entrada (B) i està col·limada per un mirall corbat (C). El feix col·limat es difracta des d'una reixa giratòria (D) i el feix dispers es torna a enfocar per un segon mirall (E) a l'escletxa de sortida (F). Cada longitud d'ona de la llum s'enfoca a una posició diferent de l'escletxa, i la longitud d'ona que es transmet a través de l'escletxa (G) depèn de l'angle de rotació de la reixa.

La paraula prové del llatí spectrum que significa «imatge, simulacre» Ja abans del terme científic, en català la paraula es feia servir per a indicar un fantasma o l'esperit d'un mort invisible que apareix d'un cop. En mots compostos doctes, es fa servir el prefix «espectro-» com ara espectrògraf, espectrometria i molts altres.

## Espectròmetres
Els espectròmetres permeten obtenir espectres a partir de feixos de radiacions. Un espectròmetre òptic permet descompondre la radiació electromagnètica policromàtica que li arriba en radiacions monocromàtiques. En general, un espectròmetre òptic consta d'una escletxa, un col·limador i un monocromador, sistema dispersor constituït per un o diversos prismes òptics o per una xarxa de difracció. Si el dispersor és un prisma o una xarxa de difracció hom té un espectròmetre d’escletxa; si és un interferòmetre o una combinació d’interferòmetres i xarxes de difracció es tracta d'un espectròmetre interferencial. Si l'espectre s'observa directament amb l'ull, es tracta d'un espectroscopi; si es recull sobre un suport d’imatge, com una càmera fotogràfica, electronogràfica, CCD, o de televisió, es tracta d'un espectrògraf.
Els espectròmetres de masses s'utilitzen per separar ions, generalment cations, amb diferent relació càrrega-massa. Es fonamenten en l’acció dels camps elèctric i magnètic sobre les partícules amb càrrega elèctrica. En tot espectròmetre hi ha dues parts: un selector de les velocitats de les partícules, que només deixa passar partícules d’una velocitat determinada, i el separador de les partícules de massa diferent.

## Espectre en física i química

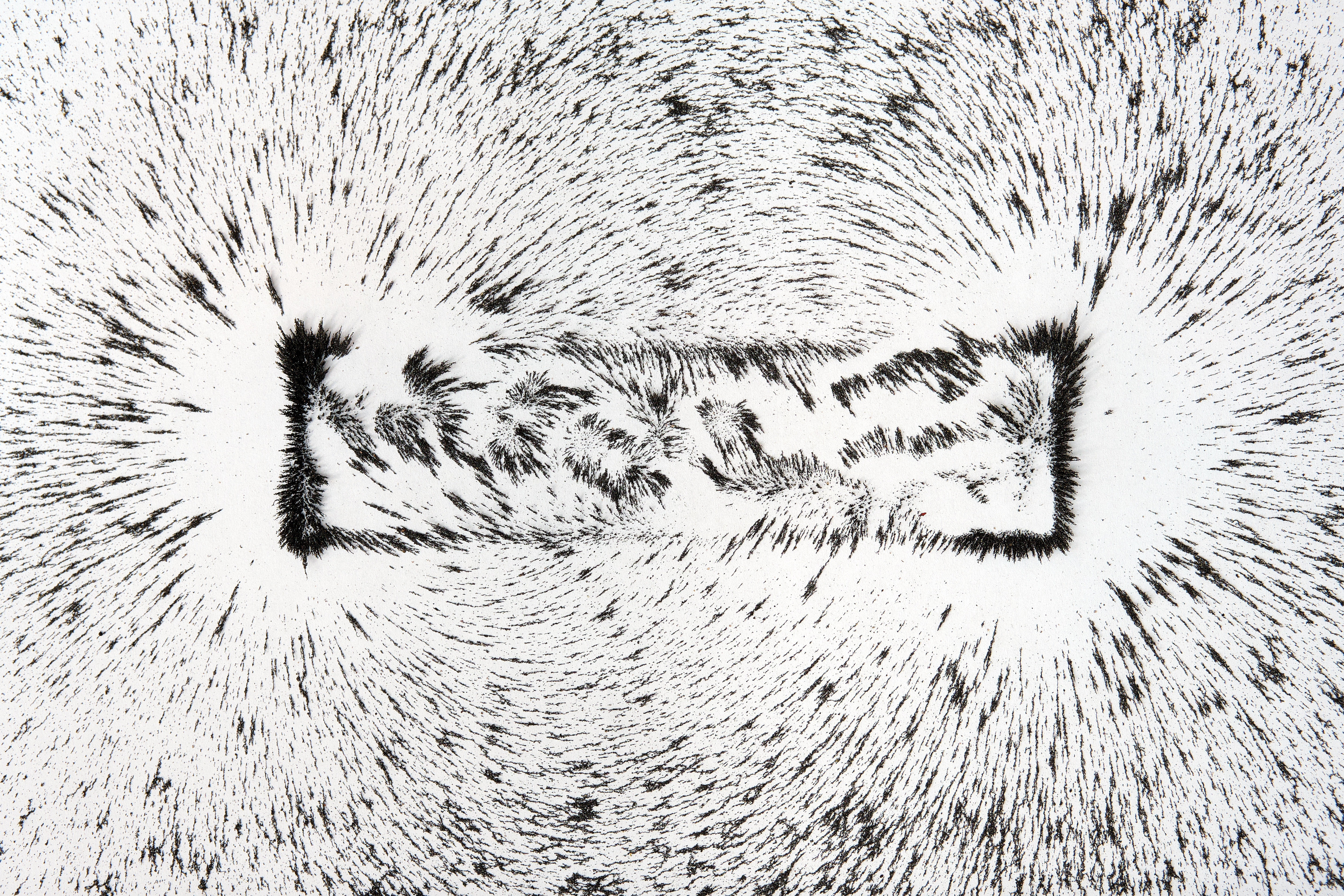
Espectre magnètic d'un imant de barra rectangular.

En les ciències naturals avui es fa servir per indicar l'espectre electromagnètic de la llum. Més tard el significat es va estendre per aplicar-se a altres ones, com ara ones sonores, espectre acústic i ones marines que també es podien mesurar en funció de la freqüència.

### Electromagnetisme
- Espectre elèctric. Figura que permet visualitzar les línies de camp o de força d’un camp elèctric, i que és obtinguda en espargir partícules d’una substància conductora sobre una superfície no conductora situada en el si del camp elèctric.[9]
- Espectre magnètic. Figura emprada per visualitzar les línies de camp d’un camp magnètic i que és obtinguda en espargir llimadures de ferro sobre una superfície no magnètica situada en el si del camp magnètic.[10]Espectre electromagnetic.

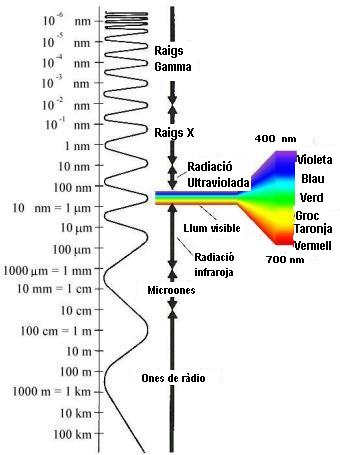
Espectre electromagnetic.

- Espectre electromagnètic. Conjunt de totes les ones electromagnètiques. Aquestes són classificades atenent a llur longitud d’ona λ, freqüència f, nombre d’ona k o energia E, i formen un espectre continu (conté tots els valors). L’espectre electromagnètic és dividit, per conveni, en diferents dominis espectrals o bandes, l’amplada dels quals varia d’uns convenis a uns altres. Generalment la divisió és, en ordre decreixent de longituds d'ona (o creixent en freqüència i energia): l'espectre hertzià, radiolèctric o d'ones de radio (λ > 10–4 m), l'infraroig (λ entre 8 × 10–7 i 10–3 m), l'espectre visible (λ entre 4 × 10–7 i 8 × 10–7 m), l'ultraviolat (λ entre 10–9 i 4 × 10–7 m), el de raigs X (λ entre 10–14 i 10–8 m) i el de raigs γ (λ entre 10–13 i 10–9 m). L'espectre d’una determinada radiació electromagnètica és compost per un seguit, continu o discontinu, d’ones de l’espectre electromagnètic.[11]
- Espectre òptic. Espectre d’una radiació electromagnètica continguda en l'espectre visible.

### Espectroscòpia
- Espectre atòmic. Espectre de la radiació electromagnètica emesa o absorbida per un element químic produït per les transicions dels electrons de l'escorça atòmica entre els seus diferents nivells energètics. Un espectre atòmic pot ser, doncs, d'absorció si els electrons pugen de nivell, i d'emissió si baixen de nivell. Hom distingeix entre un espectre òptic si els nivells energètics implicats són els exteriors de l’àtom (electrons de valència), i un espectre X si hi intervenen nivells més profunds.[12]
  - Espectre d'estructura fina. Espectre atòmic produït pel desdoblament dels nivells d'energia electrònics d'un àtom i de les línies espectrals corresponents, a causa de l'acoblament spin-òrbita i de les correccions relativistes.[13]
  - Espectre d'estructura hiperfina. Espectre atòmic en què les ratlles han estat desdoblades a conseqüència de la presència de diferents isòtops de la substància estudiada o de l’acoblament spin nuclear-moment angular total.
- Espectre molecular. Espectre de la radiació electromagnètica emesa, absorbida o difosa per una substància a conseqüència de transicions entre els nivells energètics de les seves molècules. Hom pot distingir-ne tres components:
  - Espectre de vibració. Espectre que resulta de transicions entre els estats de vibració de les molècules d’una substància.
  - Espectre de rotació. Espectre que resulta de transicions entre els estats de rotació de les molècules d’una substància.
  - Espectre electrònic. Espectre atòmic o molecular que resulta de transicions entre els nivells energètics electrònics dels àtoms o de les molècules, respectivament, d’una substància.[14]

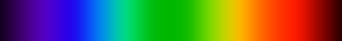
Espectre continu de la llum visible.

- Espectre atòmic de ratlles del ferro. També és un espectre d'emissió.Espectre continu de la llum visible.Espectre continu. Espectre d’una radiació electromagnètica format per un seguit continu de longituds d’ona compreses entre dos valors extrems (espectre d'emissió).[15]

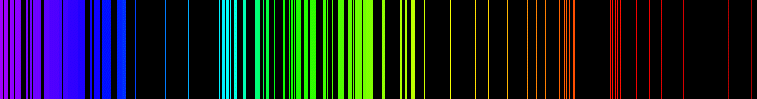
Espectre atòmic de ratlles del ferro. També és un espectre d'emissió.

- Espectre de ratlles. Espectre d’una radiació electromagnètica format per un seguit discontinu de longituds d’ona compreses entre dos valors extrems (espectre d'absorció, espectre d'emissió).[16]
- Espectre de bandes. Espectre d’una radiació electromagnètica format per conjunts de ratlles molt juntes que s'acumulen tot formant bandes separades les unes de les altres (espectre d’absorció, espectre d’emissió). El seu aspecte és conseqüència dels tres components de l’energia en les molècules: energia dels electrons al voltant del nucli, energia de vibració del nucli i energia de rotació global de la molècula i de les transicions entre els estats d’energia moleculars, molt diferents de les d’un àtom lliure.[17]
- Espectre d'emissió. Espectre de la radiació electromagnètica emesa per una substància després d'haver estat excitada per medi de calor, d'una descàrrega elèctrica o de l'absorció de fotons. Pot ésser continu (com en líquids o sòlids incandescents), de ratlles (com en gasos luminescents) o de bandes (com en gasos excitats sense dissociar). L’espectre d’emissió d’una substància depèn de la seva composició química i del seu estat físic en el moment de l’emissió. A l’hora de caracteritzar-lo, hom dona la intensitat de cada component monocromàtica en funció de la longitud d’ona o bé, si és format només de ratlles, hom dona els valors de les corresponents longituds d’ona. Aquestes caracteritzen, espectroscòpicament, la substància emissora.[18]

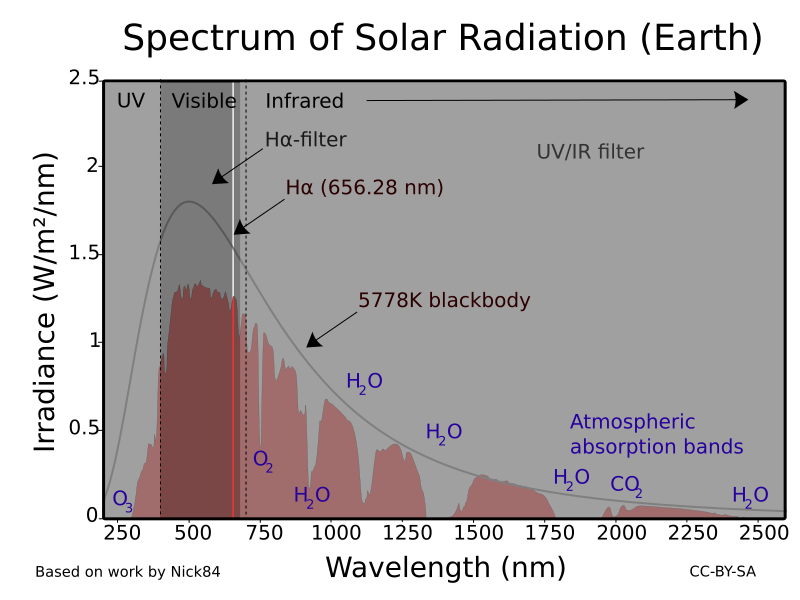
Espectre d'absorció de la radiació solar per les molècules presents a l'atmosfera. És un espectre de bandes.

- Espectre d'absorció de la radiació solar per les molècules presents a l'atmosfera. És un espectre de bandes.Espectre d'absorció. Espectre de la radiació electromagnètica que resulta del pas d’una radiació electromagnètica d’espectre continu generada per una làmpada o un arc elèctric, a través d’una substància absorbent. És format, generalment, per un espectre continu en el qual manquen algunes longituds d’ona, que apareixen com a ratlles (o bandes) fosques en la imatge espectroscòpica. Aquestes longituds d’ona són les mateixes de l'espectre d’emissió de la substància en qüestió, i a l’igual que aquell, el caracteritzen; aquesta propietat és a bastament emprada en espectroscòpia.[19]
- Espectre de difusió. Espectre de la radiació electromagnètica difosa per una substància en ésser travessada per una radiació monocromàtica.
- Espectre de masses. Espectre produït per un espectròmetre de masses constituït per una sèrie de pics cromatogràfics corresponents a ions de diferents valors del seu quocient massa-càrrega.[20]

### Astronomia

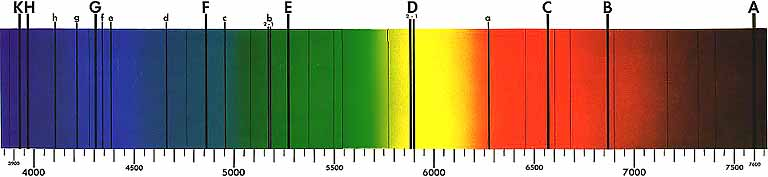
Ratlles de Fraunhofer a l'espectre solar.

- Ratlles de Fraunhofer a l'espectre solar.Espectre estel·lar. Espectre de la radiació electromagnètica emesa per un estel.[13]
  - Espectre solar. Espectre de la radiació electromagnètica emesa pel Sol. S'estén des del domini dels raigs γ al radioelèctric (longituds d'ona entre 0,15 i 4 µm). El 9 % de l'energia està continguda dins les longituds d'ona inferiors als 0,38 μm, el 45 % entre els 0,38 i els 0,72 μm, i el 46 % restant, per sobre dls 0,72 μm.[21] En la part visible i infraroja de l’espectre, la corba d’intensitats en funció de la longitud d’ona és similar a la d’un cos negre a la temperatura de 6 000 K, amb un màxim d’intensitat a 500 nm; aquest espectre és degut a la fotosfera solar i presenta unes ratlles d’absorció, anomenades ratlles de Fraunhofer. En les zones extremes d’aquest espectre, la corba d’intensitats és similar a la d’un cos negre a 106 K; aquesta part de l’espectre és deguda a la corona solar i a les fulguracions solars. En les zones ultraviolada i dels raigs X tous, la corba no s'assembla a cap d’aquestes corbes.[22]
  - Espectre llampec. Espectre d’emissió de la cromosfera solar observat en els eclipsis solars totals, en el moment en què el disc de la Lluna tapa completament el disc solar. Gairebé totes les ratlles d’emissió d’aquest espectre coincideixen amb les ratlles de Fraunhofer.[23]

### Física nuclear
- Espectre α. Espectre d’energia de les partícules α contingudes en la radiació emesa per un radionúclid; és un espectre discret. El coneixement d’aquest espectre permet de classificar les partícules α de la radiació segons el valor de llur moment lineal o energia cinètica. La separació del feix de partícules α, emeses pel radionúclid, en diferents feixos, caracteritzats cadascun d’ells per un determinat valor del moment lineal (o de l’energia cinètica), és assolida mitjançant un espectròmetre magnètic.[24]Espectre β.

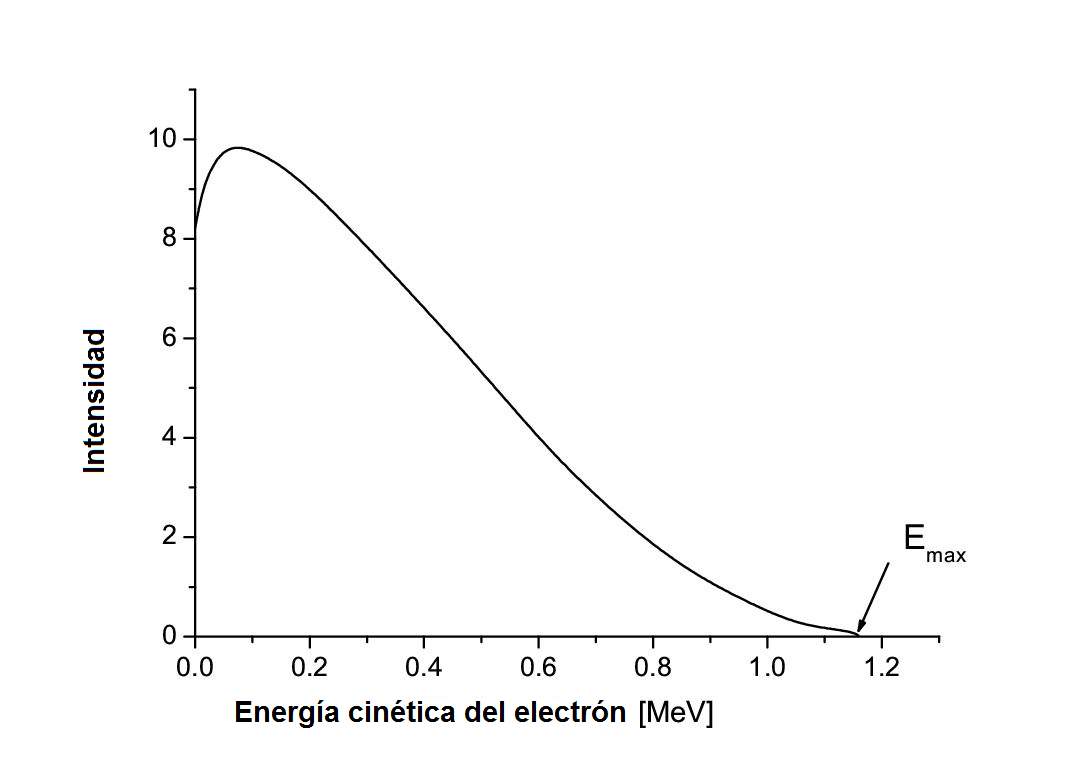
Espectre β.

- Espectre β. Espectre d’energia de les partícules β contingudes en la radiació emesa per un radionúclid; és un espectre continu. El coneixement d’aquest espectre permet de classificar les partícules β de la radiació segons el valor de llur moment lineal o energia cinètica. La separació del feix de partícules β, emeses pel radionúclid, en diferents feixos, caracteritzats cadascun d’ells per un determinat valor del moment lineal (o de l’energia cinètica), és assolida mitjançant un espectròmetre magnètic.[25]
- Espectre nuclear. Espectre de la radiació corpuscular emesa per un radionúclid que experimenta una transformació radioactiva. És constituït per radiació d’alta freqüència > 1019 Hz.
- Espectre de ressonància magnètica nuclear. Es basa en la transició entre els diversos nivells energètics que s'originen quan hom situa un nucli amb spin nuclear no nul en un camp magnètic uniforme i intens, provocada per l’absorció d’una radiació de freqüència apropiada (radiofreqüència).[26]

### Acústica

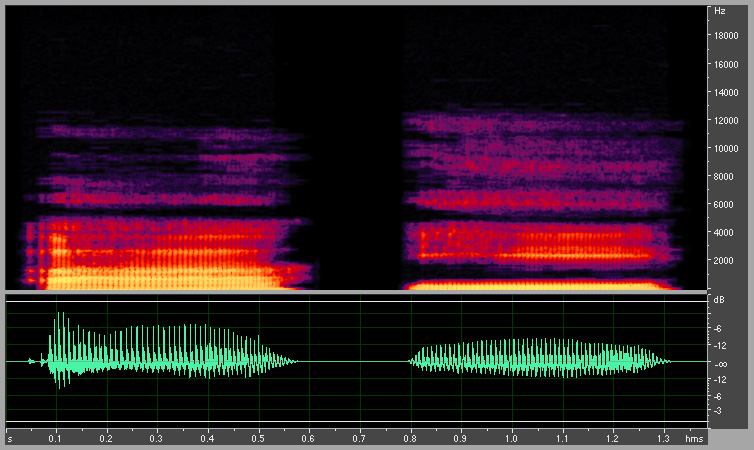
Espectrograma de color d'una veu masculina italiana que pronuncia els sons vocàlics «a» i «i».

- Espectrograma de color d'una veu masculina italiana que pronuncia els sons vocàlics «a» i «i».Espectre acústic. Conjunt de les ones sonores, de freqüències ben definides, que componen per superposició un so. Hom el representa, generalment, especificant les amplituds (i, a vegades, les fases) de les components del so en funció de la freqüència. La descomposició de l’ona en les seves components és facilitada per l'anàlisi de Fourier. L’espectre és continu si el so es compon d’un seguit continu de freqüències, i és de ratlles si, tenint en compte la sensibilitat de l’instrument amb què hom fa l’anàlisi, es compon d’unes freqüències separades per intervals. Quan el so és produït per una sola font, com pot ser, per exemple, una corda vibrant, el so és format per una superposició de sons, les freqüències dels quals són els harmònics (múltiples) d’una freqüència fonamental. El conjunt de totes les freqüències de l’espectre d’un so en determina el timbre, mentre que la freqüència fonamental en determina el to. Una barreja de sons de freqüències fonamentals arbitràries és anomenada soroll. Per a l’estudi d’un so qualsevol hom empra l'espectrògraf acústic i per a l’estudi del soroll produït en la parla hom empra el sonògraf.

### Aerodinàmica
- Espectre aerodinàmic. Figura que evidencia les línies de corrent d’un fluid i que és obtinguda mitjançant substàncies traçadores (com és ara líquids acolorits) introduïdes en el fluid, o mitjançant tècniques estrioscòpiques o interferomètriques.[27]

### Mecànica quàntica
- Espectre d'un observable. Donat un observable representat per un operador de l'espai de Hilbert del sistema físic en qüestió, espectre d’aquest operador (espectre d'un operador). L’espectre d’un observable, que pot ésser discret o continu, és constituït pel conjunt de valors possibles de l’observable.

## Espectre en ciències naturals
- Espectre d'acció. En farmacologia es denomina espectre d’acció la gamma d’espècies de microorganismes contra els quals actua un determinat antibiòtic.[28] Alguns antibiòtics —la majoria dels que es classifiquen com a bactericides— es consideren de petit espectre, o espectre reduït, perquè actuen específicament contra un nombre relativament limitat d’espècies de microorganismes. Al contrari, altres antibiòtics, com en general els bacteriostàtics, es consideren d’espectre ampli, perquè actuen contra una gran varietat de microorganismes.
- Espectre biològic o etològic. És el conjunt dels percentatges de cadascuna de les formes biològiques o etològiques que intervenen en la composició de la flora d’una determinada regió o localitat.[29]

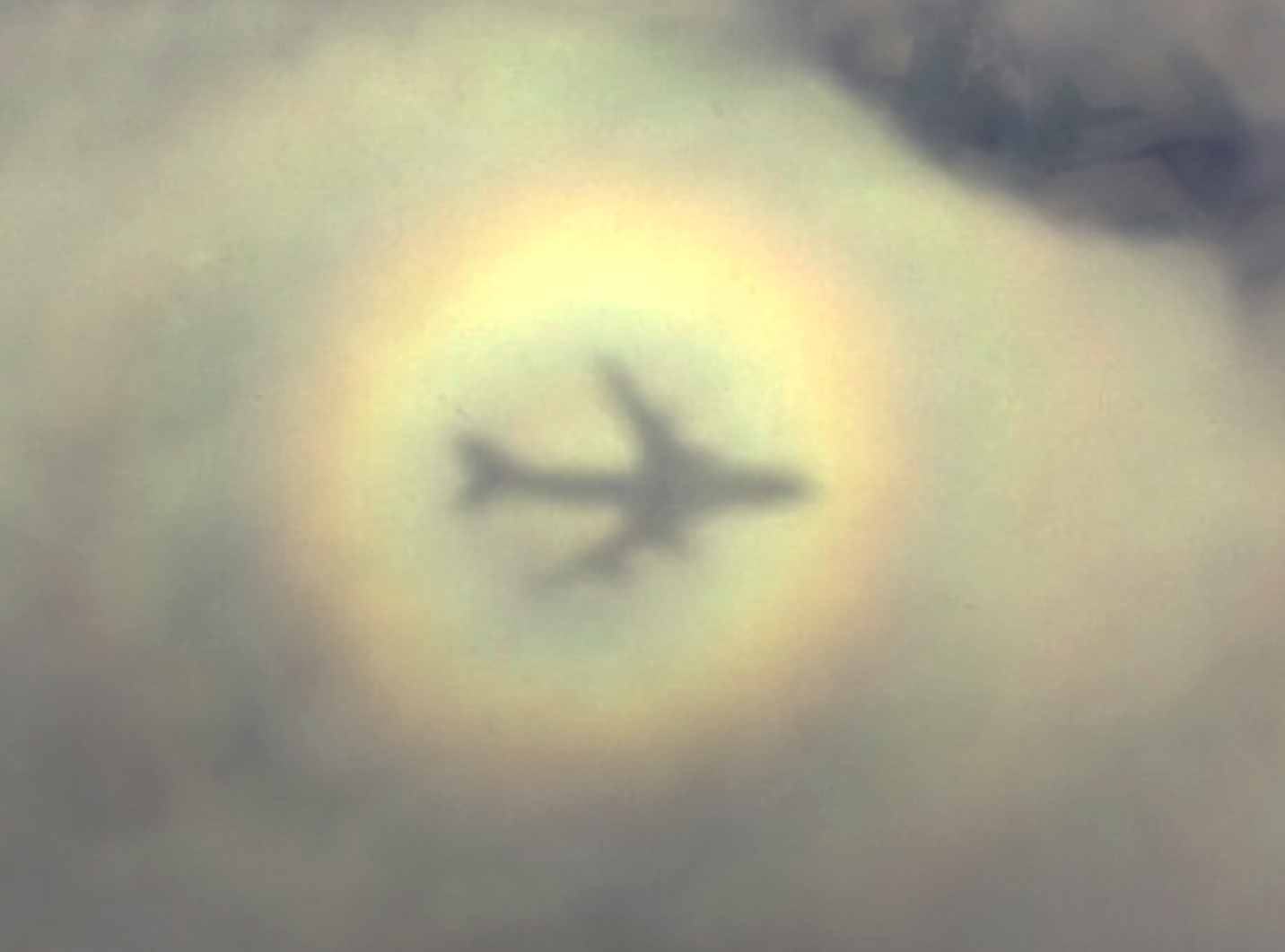
Espectre de Brocken d'un avió.

## Espectre en matemàtiques
En matemàtica, l'anàlisi funcional, té el concepte d'espectre d'un operador afitat que és una generalització del concepte de valor propi per matrius.
- Espectre primer d’un anell. Donat un anell commutatiu i unitari A, conjunt Spec(A) format pels ideals primers de l'anell.
- Espectre maximal d’un anell. Donat un anell commutatiu i unitari A, conjunt dels ideals maximals de l'anell.
- Espectre d’una matriu quadrada. Conjunt dels valors propis de la matriu.

## Espectre en altres branques del coneixement
- En sociologia es parla de l'espectre polític per a classificar les diferents opinions i sistemes de valors.
- Espectre de Brocken. És una ombra augmentada d’un objecte que a vegades s'observa sobre un núvol, a la banda oposada al sol.[23]
- Un espectre també és la imatge d’un mort que s'apareix als ulls d’algú.[23]